# 진평군
진평군(晉平郡), 중국 남조의 역사서에 나오는 군(郡)으로 백제가 중국 동북 요서지역을 점령하고 설치하였다고 한다.

## 직접적 기록
그뒤 고려는 요동을 경략하여 차지하고, 백제는 요서를 경략하여 차지하였다. 백제가 다스린 곳을 진평군 진평현이라 이른다.
其後 高驪略有遼東 百濟略有遼西 百濟所治 謂之晋平郡 晋平縣
─ 송서 97권 동이열전 백제(5세기 후반)
진나라 말기, 구려가 요동을 경략하여 차지하자, 낙랑도 요서 진평현을 차지하였다.
晉末 駒麗畧有遼東 樂浪亦有遼西晉平縣
─ 양직공도 백제국사(6세기 전반)
진나라 시대, 구려가 앞서 요동을 경략하여 차지하자, 백제도 요서 진평 2군의 땅을 점거하여 차지하고 스스로 백제군을 설치하였다.
晉世 句驪旣略有遼東 百濟亦據有遼西晉平二郡地矣 自置百濟郡
─ 양서 54권 동이열전 백제(7세기 전반)
진나라 시대, 구려가 앞서 요동을 경략하여 차지하자, 백제도 요서 진평 2군의 땅을 점거하여 차지하고 스스로 백제군을 설치하였다.
晉世 句麗旣略有遼東 百濟亦據有遼西晉平二郡地矣 自置百濟郡
─ 남사 79권 동이열전 백제(7세기 중반)
진나라 시대, 구려가 앞서 요동을 경략하여 차지하자, 백제도 요서 진평 2군의 땅을 점거하여 차지하였다. 지금의 유성과 북평 사이이다.
晉時 句麗旣略有遼東 百濟亦據有遼西晋平二郡 今柳城北平之間
─ 통전 185권 변방 동이 상 (9세기 초엽)

## 간접적 기록
처음 부여는 녹산에 있었는데, 백제의 침략으로 부락이 쇠하여 흩어졌다. 서쪽 연나라 근처로 이동했는데, 아무런 방비를 하지 않았다. 연왕 황이 세자를 보내어……부여를 습격하였다.
初 夫餘居於鹿山 為百濟所侵 部落衰散 西徙近燕 而不設備 燕王皝遣世子……襲夫餘
─ 자치통감 97권 진기 효종목황제
고구려·백제 및 우문부·단부의 사람들은 모두 병세에 따라 옮겨진 바, 중국의 의로움을 좇아 여기에 온 것이 아니므로 모두 돌아갈 생각을 가지고 있습니다.
句麗百濟及宇文段部之人 皆兵勢所徙 非如中國慕義而至 咸有思歸之心
─ 십육국춘추 16권 전연록 모용황(6세기 말엽)
이해 위나라 오랑캐가 다시 기병 수십만을 보내어 백제를 쳐서 그 경계에 들어가니, 모대가 장수 사법명·찬수류·해례곤·목간나를 보내어 무리를 거느리고 오랑캐 군대를 습격하여 크게 깨뜨렸다.
是歲 魏虜又發騎數十萬攻百濟 入其界 牟大遣將沙法名贊首流解禮昆木干那率衆襲擊虜軍 大破之
─ 남제서 58권 동남이열전 백제(6세기 전반)
건무 2년에 모대가 사신을 보내어 표문을 올려 말하기를……지난 경오년에는 험윤이 잘못을 뉘우치지 않고 군사를 일으켜 깊숙히 쳐들어 왔습니다. 신이 사법명 등을 보내어 군사를 거느리고 거꾸로 쳐서 밤에 번개처럼 기습 공격하니, 흉리가 당황하여 마치 바닷물이 들끓듯 붕괴되었다.
建武二年 牟大遣使上表曰……去庚午年 獫狁弗悛 擧兵深逼 臣遣沙法名等領軍逆討 宵襲霆擊 匈梨張惶 崩若海蕩
─ 남제서 58권 동남이열전 백제(6세기 전반)
10년 위나라가 병사를 보내 쳐들어왔으나 우리에게 패하였다.
十年 魏遣兵來伐 爲我所敗
─ 삼국사기 26권 백제본기 동성왕
고구려와 백제의 전성에 강병이 백만으로 남으로는 오나라와 월나라를 침범하고, 북으로는 유주와 연나라, 제나라, 노나라를 어지럽혀 중국의 커다란 좀이 되었다.
高麗·百濟 全盛之時 强兵百萬 南侵吳越 北撓幽燕齊魯 爲中國巨蠹
─ 삼국사기 46권 열전 최치원

## 참고 하기
- 진평현
- 백제군